# جورج أثناسياديس
جورج أثناسياديس (مواليد 7 أبريل 1993) هو لاعب كرة قدم يوناني يلعب كحارس مرمى في نادي شريف تيراسبول على سبيل الإعارة من أيك أثينا.